# Tatjana Troina
Tacciana Uładzimirauna Troina (biał. Таццяна Уладзіміраўна Троіна; ur. 30 czerwca 1981 w Mińsku) – białoruska koszykarka grająca na pozycji silnej skrzydłowej.

## Osiągnięcia
College
- Uczestniczka rozgrywek Elite Eight turnieju NCAA (2002)
- Zaliczona do:
  - składu Honorable Mention Junior College All-American (1999, 2000)
  - I składu:
    - konferencji (2000)
    - regionu VI dywizji (2000)

Drużynowe
- Mistrzyni:
  - Polski (2004, 2005)
  - Rumunii (2010)
- Wicemistrzyni:
  - Ligi Bałtyckiej (2014)[1]
  - Polski (2007)
- Zdobywczyni Pucharu Polski (2005, 2007)
- Uczestniczka rozgrywek:
  - Euroligi (2002–2005, 2006/07, 2008/09)
  - Eurocup (2007/08, 2009–2012, 2013–2015)

Indywidualne
- Uczestniczka meczu gwiazd PLKK (2003, 2004)[2][3]

Reprezentacja
- Brązowa medalistka mistrzostw Europy (2007)
- Uczestniczka:
  - mistrzostw:
    - świata (2010 – 4. miejsce, 2014 – 10. miejsce)
    - Europy (2007, 2009 – 4. miejsce, 2011 – 9. miejsce, 2015 – 4. miejsce)
    - Europy U–16 (1997 – 4. miejsce)

  - igrzysk olimpijskich:
    - 2008 – 6. miejsce, 2016
    - juniorów (1998)